# Olympische Sommerspiele 2000/Teilnehmer (Ecuador)
| Gelbes Symbol für Goldmedaillen mit stilisierten Olympischen Ringen | Graues Symbol für Silbermedaillen mit stilisierten Olympischen Ringen | Braundes Symbol für Bronzemedaillen mit stilisierten Olympischen Ringen |
| ------------------------------------------------------------------- | --------------------------------------------------------------------- | ----------------------------------------------------------------------- |
| —                                                                   | —                                                                     | —                                                                       |

Ecuador nahm an den Olympischen Sommerspielen 2000 in der australischen Metropole Sydney mit einer Delegation von zehn Sportlern, sieben Männer und drei Frauen, teil.

## Teilnehmer nach Sportarten

### Gewichtheben
- Boris Burov
Schwergewicht: 10. Platz

### Judo
- Juan Barahona
Superleichtgewicht: in der 1. Runde ausgeschieden

- Carmen Chalá
Frauen, Schwergewicht: in der 1. Runde ausgeschieden

### Leichtathletik
- Silvio Guerra
Marathon: 14. Platz

- Jefferson Pérez
20 Kilometer Gehen: 4. Platz

- Martha Tenorio
Frauen, Marathon: 25. Platz

### Schießen
- Carmen Malo
Frauen, Luftpistole: 21. Platz

### Schwimmen
- Julio Santos
50 Meter Freistil: 19. Platz

- Felipe Delgado
100 Meter Freistil: 56. Platz

- Roberto Delgado
100 Meter Schmetterling: 46. Platz
200 Meter Schmetterling: 43. Platz